# Cyperus planifolius
Cyperus planifolius är en halvgräsart som beskrevs av Louis Claude Marie Richard. Cyperus planifolius ingår i släktet papyrusar, och familjen halvgräs. Inga underarter finns listade i Catalogue of Life.